# Пруда (приток Ковы)
Пруда — река в Усть-Илимском районе Иркутской области России. Длина составляет 99 км, площадь водосбора — 945 км².
Вытекает из Прудинских болот, лежащих между верховьями рек Бадарма, Тушама, Верхний и Нижний Магдан. Течёт сначала на юго-восток по елово-лиственничной тайге, затем, у зимовья Кургат, меняет на правление течения на западное. В среднем и нижнем течении долина реки частично заболочена. Впадает в реку Кова на её 151 км по правому берегу.
Ширина Пруды ниже горы Чода — 18 м при глубине 1,2 м.

## Притоки
Объекты перечислены по порядку от устья к истоку.
- Чода[5] (лв.)
- Каменный[5] (пр.)
- 38 км: Вязников[3] (лв.)
- Лиственный[5] (пр.)
- Березовый[5] (пр.)
- 47 км: Ихирма[3] (лв.)
- 51 км: Кургат[3] (лв.)
- 55 км: Малая Сегичанка[3] (лв.)
- 55 км: Сегичанка[3] (лв.)
- Кеза[5] (лв.)
- Липкан[3] (пр.)
- Путик[5] (лв.)
- Загреба[5] (лв.)
- Сосновый[5] (лв.)
- Бор[5] (лв.)

## Данные водного реестра
По данным государственного водного реестра России относится к Ангаро-Байкальскому бассейновому округу, речной бассейн реки — Ангара, речной подбассейн реки — Ангара от створа гидроузла Братского водохранилища до Енисея, водохозяйственный участок реки — Ангара от Усть-Илимского гидроузла до Богучанского гидроузла. Код объекта в государственном водном реестре — 16010300212116200018966.